# Sergei Sergejewitsch Jurjenen
Sergei Sergejewitsch Jurjenen  (russisch Сергей Сергеевич Юрьенен, französisch Serge Iourienen, englisch Sergej Sergeevič Jurʹenen; geb. 21. Januar 1948 in Frankfurt (Oder), Sowjetische Besatzungszone in Deutschland) ist Romanautor, Übersetzer, Journalist und Verleger. Er ist ehemaliger Autor und Moderator im US-Amerikanischen Hörfunkprogramm Radio Liberty.

## Leben

### Jugend und Ausbildung
Jurjenen wurde in Frankfurt (Oder) geboren, eine Woche nachdem sein Vater, Sergei Alexandrowitsch Jurjenen, Absolvent des Leningrader Instituts für Wassertransport und technischer Leutnant der Gruppe der sowjetischen Streitkräfte in Deutschland, dort gestorben war. Seine Mutter, Ljubow Alexandrowna Moskwitschowa, wurde von den Deutschen aus Taganrog verschleppt und verbrachte vier Jahre in einem Arbeitslager in Westfalen. Sein Großvater, ein Leningrader Architekt und Restaurator, der wegen seiner Offiziersvergangenheit 1919 bis 1921 im Kresty-Gefängnis (1919–1921) einsaß, stammte aus der skandinavischen Gemeinde von St. Petersburg.
Jurjenen wuchs in Leningrad (heute Sankt Petersburg) in der Nähe der Pjat Uglow (russisch Пять углов ‚Fünf Ecken‘) genannten Kreuzung, und in den belarussischen Städten Grodno und Minsk auf. Nachdem der belarussische Dichter Wladimir Lepeschkin (belarussisch Уладзімір Ігнатавіч Ляпёшкін Uladsimir Ihnatawitsch Ljapjoschkin), Direktor des Minsker Gymnasiums Nr. 2, seine Gedichte kennengelernt hatte, ernannte er den Neuntklässler Jurjenen zum Redakteur der maschinengeschriebenen Schulzeitschrift Snamja Junosti (russisch Знамя юности ‚Banner der Jugend‘). Als russischsprachiger Dichter trat er im belarussischen Radio und Fernsehen sowie auf dem Treffen der kreativen Jugend in den sowjetischen Teilstaaten Belarus, Estland, Litauen und Lettland in Riga auf. In Moskau stolperte der Schriftsteller Juri Pawlowitsch Kasakow in der selbst herausgegebenen Zeitschrift Molodaja Gwardija (russisch Молодая гвардия ‚Junge Garde‘) über Jurjenens erste Geschichten und nahm den 16-jährigen Autoren unter seine kreative Schirmherrschaft.
In Minsk besuchte Jurjenen die Literatenkreis der Zeitung Snamja Junosti (russisch Знамя юности ‚Banner der Jugend‘) im Haus der Presse der Belarussischen SSR. Nachdem er seine Gedichte und Prosa vorgestellt hatte, wurde ihm 1965 schriftlich sein Ausschluss wegen „Nachahmung westlicher Vorbilder (Hemingway, Remarque)“ mitgeteilt. Im Mai desselben Jahres war er auf dem V. Kongress des Schriftstellerverbandes der Belarussischen SSR (russisch Союз писателей БССР) Augenzeuge und Stenograph der Rede des belarussichen Schriftstellers Wassil Bykau gegen die Zensur. In Leningrad wurde 1966 der russische Schriftsteller Andrej Bitow auf seine Prosa aufmerksam, der ein schweres Schicksal für den Neuling in der sowjetischen Literatur vorhersah. Nach der ersten Gedichtveröffentlichung 1966 vernichtete Jurjenen seinen ersten Gedichtband, der für den Druck vorbereitet war, und wechselte zur Prosa. Er studierte von 1966 bis 1967 an der Fakultät für Journalistik der Belarussischen Staatlichen Universität und anschließend von 1967 bis 1973 an der Philologischen Fakultät der Staatlichen Lomonossow-Universität Moskau.

### In der Sowjetunion
An der Staatlichen Universität Moskau schloss Jurjenen Freundschaft mit dem Philosophen, Literaturkritiker und Essayisten Michail Epstein. Dort lernte er auch Aurora Gallego kennen, eine Studentin aus Paris, Tochter des spanischen Stalinisten Ignacio Gallego, einem Mitglied des Exekutivkomitees der Kommunistischen Partei Spaniens und späteren Generalsekretärs der Partido Comunista de los Pueblos de España und spätere Mutter des Schriftstellers Rubén Gallego. Jurjenen lernte auch die spanische Kommunistin Dolores Ibárruri kennen. Ibarurri, Ehrenpräsidentin der Kommunistischen Partei Spaniens, war 1974 die „Patin“ einer internationalen Ehe, die das Leben des Untergrundschriftstellers veränderte. Jurjenen arbeitete für die damals liberalste Zeitschrift Druschba Narodow (russisch Дружба народов ‚Völkerfreundschaft‘) als Reisekorrespondent in Tadschikistan und Weißrussland, Redakteur und als stellvertretender Leiter der Essayabteilung. Er nahm an Treffen junger Schriftsteller in der ganzen Sowjetunion und in Moskau teil. Jurjenen wurde Preisträger der Zeitschriften Studentscheski Meridian (russisch Студенческий меридиан ‚Studentischer Meridian‘) und Völkerfreundschaft. 1975 reiste er im Rahmen eines „Freundschaftszugs“ der Moskauer kreativen Jugend nach Ungarn. Im Sommer 1976 verbrachte er mit einem Besuchervisum zwei Monate in Paris, wo er als Reparaturarbeiter in Versailles und als Hochhauswäscher in Courbevoie, in der „kleinen Heimat“ des französischen Schriftstellers Louis-Ferdinand Céline arbeitete. Von seinem ersten Pariser Verdienst kaufte er im exilrussischen Buchgeschäft YMCA Press in der Rue Saint-Geneviève de Montagne das Buch Der Archipel Gulag von Alexander Solschenizyn. Am 21. September 1977 wurde er Mitglied des Schriftstellerverbandes der UdSSR (Zweigstelle Moskau).
Im Jahr 1977 reiste Jurjenen mit einem Besuchervisum erneut nach Frankreich. In Paris stellte er einen Antrag auf politisches Asyl, das ihm, seiner Frau und seiner 4-jährigen Tochter Anja Ende desselben Jahres gewährt wurde. In einem Interview mit Robert Lacointre, dem politischen Redakteur der Zeitung Le Figaro, erklärte Jurjenen, dass die Alternative, in den Untergrund oder in den Konformismus zu gehen, inakzeptabel sei und dass er entschlossen sei, „er selbst“ zu bleiben.

### Emigration
Zu der Zeit, als der KGB in der UdSSR ein Verfahren wegen der Nichtrückkehr von einer Auslandsreise gegen Jurjenen einleitete, begrüßten die Pariser Emigranten den „Nichtrückkehrer“. Jurjenens Kurzgeschichten und Novellen erschienen in den Zeitschriften „Echo“ von Wladimir Rafailowitsch Maramsin und Alexei Lwowitsch Chwostenko, „Kontinent“ von Wladimir Jemeljanowitsch Maximow und in dem Almanach „Die dritte Welle“ von Alexander Dawidowitsch Gleser. Jurjenens erster Roman «Вольный стрелок» Wolny strelok (russisch), deutsch ‚Freischütz‘, der später bei Wassili Pawlowitsch Aksjonow besondere Begeisterung auslöste, wurde jedoch von den emigrierten russischsprachigen Verlegern aus moralischen Gründen abgelehnt und erschien zuerst 1984 in der Übersetzung von Aurora Gallego ins Französische. „Ein Dissident der Dissidenz“, schrieb die französische Tageszeitung Le Monde über den Roman und er errege, wie es in Frankreich nicht oft der Fall sei, die Aufmerksamkeit sowohl der linken als auch der rechten Presse. „Zweifellos“, so resümierte die Zeitung Le Nouveau Journal, ‚sind wir Zeugen eines außergewöhnlichen Ereignisses: ein großer russischer Schriftsteller ist in Frankreich geboren‘. Der Debütant trat in das Pariser Literaturmilieu ein und traf auf internationale Stars wie Erica Jong und Anthony Burgess. Sein zweiter Roman, «Нарушитель границы» Naruschitel granizy (russisch), deutsch ‚Der Grenzverletzer‘, erschien in französischer Übersetzung unter dem Titel französisch «Lomonossov campus ou la Troisième génération» ‚Lomonossow-Campus oder die dritte Generation‘. Zu seiner literarischen Tätigkeit in Paris (1977–1984) gehörte auch der Journalismus; er veröffentlichte in der Emigrantenpresse in Frankreich, Deutschland und den USA und arbeitete als freier Mitarbeiter im Pariser Büro von Radio Liberty. Er hielt Vorlesungen über neue russische Literatur an Universitäten in der Schweiz und in Deutschland. In einem geheimen Brief an das Zentralkomitee der KPdSU bezeichnete der Vorsitzende des KGB der UdSSR, J. W. Andropow, die Auslandstätigkeit des Schriftstellers als „antisowjetisch“. Der Brief wurde später im Sowjetischen Archiv von Wladimir Konstantinowitsch Bukowski, am 20. September 1994 in der Moskauer Zeitung Сегодня Segodnja (russisch) und auf der Website von Jurjenen veröffentlicht. Während er als politischer Emigrant in Frankreich blieb, arbeitete Jurjenen von 1984 bis 1995 in München, Deutschland, wo er Mitglied des Freien Deutschen Autorenverband war und sich literarisch betätigte. Anschließend lebte er von 1995 bis 2005 in Prag in der Tschechischen Republik.
1990 wurde sein Roman «Сделай мне больно» Sdelai mne bolno (russisch), deutsch ‚Tu mir weh‘ in der UdSSR in einer „Perestroika“-Auflage von 300.000 Exemplaren nachgedruckt, gefolgt von Сын империи, инфантильный роман Syn imperii, infantilny roman (russisch), deutsch ‚Sohn des Imperiums, ein infantiler Roman‘. Seit 1991 entwickelt er ein Genre, das er „Euroroman“ nannte («Беглый раб», «Холодная война», «Мальчики Дягилева», «Словацкий консул», «Суоми»). Die „literarischen Rückkehr“ Jurjenens nach Russland fand, im Vergleich zu anderen emigrierten Schriftstellern, verspätet statt. Sie wurde von Missklängen begleitet, die mit unkoordinierten Nachdrucken seiner Bücher verbunden waren. Es gab Versuche, einen Schatten auf das Ansehen des Autors zu werfen, indem man sich mit Figuren identifizierte. Im viel beachteten Fall des Nachdrucks von „Freischütz“ verteidigte die literarische Dissidentengemeinde Jurjenen im Land und in der Emigration. Der Roman «Дочь генерального секретаря» Dotsch generalnogo sekretarja (russisch), deutsch ‚Die Tochter des Generalsekretärs‘ in der Zeitschrift Желание быть испанцем Schelanije byt ispanzem (russisch) wurde 1994 für den britischen Literaturpreis Booker Prize nominiert. Er erhielt den Preis für die beste Kurzgeschichte der Zeitung Русский курьер Russki kurjer (russisch), den Nabokov-Preis des Verlags Третья волна Tretja wolna (russisch) und des Almanachs Стрелец Strelez (russisch). Der Roman wurde ins Englische, Deutsche, Französische, Dänische, Ungarische, Polnische, Litauische, Bulgarische und andere Sprachen übersetzt. Im Jahr 2002 veröffentlichte der Uraler Verlag У-Фактория U-Faktorija (russisch) eine dreibändige Ausgabe mit ausgewählten Werken.
Im Jahr 2005 zog Jurjenen in die Vereinigten Staaten, erst nach Washington, D.C., dann nach New York City. Der erste in Amerika geschriebene Roman «Линтенька, или Воспарившие» Lintenka, ili Wospariwschije (russisch) wurde 2009 mit dem Русская Премия Russkaja Premija (russisch) in Silber in der Kategorie Große Prosa ausgezeichnet. Russkaja Premija ist der einzige russische Literaturpreis, der an Autoren literarischer Werke verliehen wird, die außerhalb Russlands leben und in russischer Sprache schreiben. Im Jahr 2010 wurde «Энциклопедия Юности» Enziklopedija Junosti (russisch) veröffentlicht – das Ergebnis einer Zusammenarbeit mit Michail Naumowitsch Epstein. Im Jahr 2011 erschien Jurjenens großer Roman über die Pariser Emigrationszeit „Dissidence mon amour“. 2015 erschien der Roman «Фён» (russisch), deutsch ‚Föhn‘, der sich mit seiner Münchner Zeit beschäftigt.
Jurjenen verband literarische Tätigkeit mit Verlags- und Redaktionstätigkeit. Er war Stellvertretender Chefredakteur der in Kopenhagen in Dänemark in russischer und dänischer Sprache erscheinenden Literatur- und Gesellschaftszeitschrift Новый берег Nowy bereg (russisch). Er gründete zusammen mit seiner Frau Marina Kami den Internet-Verlag Franc-Tireur USA und 2011 den Verlag Elephant Publishing.
Er lebt in den USA in der Stadt Ridgewood (New Jersey) im Großraum von New York City.
Jurejenen ist Mitglied des US-amerikanischen Autorenverbandes PEN America.

## Bücher
- По пути к дому. Советский писатель, Moskau 1977, OCLC 5015816 (russisch).
- Под знаком Близнецов. Континент № 17, Paris 1978 (russisch).
  - Sous le signe des Gémeaux. Continent N 6, Gallimard, Paris 1980 (französisch).
- Le Franc-tireur. Acropole, Paris 1980, ISBN 2-7144-1276-9 (französisch).
- Freischütz. Roitman Verlag, München 1983, ISBN 3-923510-05-5.
- Вольный стрелок. Третья волна, Paris / New York, OCLC 11783848 (russisch).
  - Избранное, или Вольный стрелок. Erstausgabe in Russland. Третья волна, Moskau / Paris / New York 1994, OCLC 34458071 (russisch).
  - Избранное, или Вольный стрелок. Erstausgabe in den Vereinigten Staaten. Третья волна, Moskau / Paris / New York 1994 (russisch).
- The Marksman. Quartet Books, London / Melbourne / New York 1985, ISBN 0-7043-2492-X (englisch).
- Нарушитель границы. Третья волна, Paris / New York 1986, ISBN 0-937951-06-4 (russisch).
  - Нарушитель границы. Erstausgabe in der Sowjetunion. Wolga-Ural, Ufa 1991, ISBN 5-7599-0002-1 (russisch).
  - Lomonossov campus ou la Troisième génération. Erstausgabe in Frankreich. Acropole, Paris 1986, ISBN 2-7357-0039-9 (französisch).
  - The Trespasser. Нарушитель границы. Erstausgabe in den Vereinigten Staaten. 1986 (russisch).
- Сын империи, инфантильный роман. Ardis Publishers, Ann Arbor, ISBN 0-87501-002-4 (russisch).
- Сделай мне больно. Зеркало, Tel Aviv 1988 (russisch).
  - Сделай мне больно. Erstausgabe in der Sowjetunion. In: Литературные записки. Moskau 1990 (russisch).
- Беглый раб, Евророман. 1991 (russisch).
- Скорый в Петербург. Ardis Publishers USA, Ann Arbor, ISBN 0-87501-071-7 (russisch).
  - The Petersburg Express. In: AGNI. Boston University’s literary magazine. Nr. 38 (englisch, archive.org).
- Сын империи. Роман. Рассказы, Moskau / Raduga 1992, ISBN 5-05-004011-6 (russisch).
- Дочь генерального секретаря. Внешсигма, Moskau 1999, OCLC 42630049 (russisch).
- Беглый раб, Сделай мне больно, Сын Империи. In: Сергей Юрьенен. Band 1. У-Фактория, Jekaterinenburg 2002, ISBN 5-94799-057-1 (russisch).
- Фашист пролетел. In: Сергей Юрьенен. Band 2. У-Фактория, Jekaterinenburg 2002, ISBN 5-94799-056-3 (russisch).
- Дочь генерального секретаря. In: Сергей Юрьенен. Band 3. У-Фактория, Jekaterinenburg 2002, ISBN 5-94799-058-X (russisch).
- Суоми, евророман. In: Знамя. Nr. 5, 2005 (russisch).
- Входит Калибан. Запасный Выход, Moskau 2006, ISBN 5-98726-023-X (russisch).
- Ива Джима. 2007 (russisch).
- Словацкий консул. 2007 (russisch).
- Холодная война. 2007 (russisch).
- Союз сердец. Разбитый наш роман, книга 1. Пара на Пушкинской, 2007, ISBN 978-1-4357-2795-3 (russisch).
- Книга 2. Передний край борьбы, 2007, ISBN 978-1-4357-2809-7 (russisch).
- Груди Цецилии. 2007, ISBN 978-0-557-03431-4 (russisch).
- Были и другие варианты. 2007, ISBN 978-0-557-03438-3 (russisch).
- На крыльях Мулен Руж. 2007, ISBN 978-1-4357-2755-7 (russisch).
- Мальчики Дягилева. 2007, ISBN 978-1-4357-2737-3 (russisch).
- Эмигрантка Эмма. 2007, ISBN 978-1-4357-2815-8 (russisch).
- Линтенька, или Воспарившие. 2008, ISBN 978-1-4357-2202-6 (russisch).
- Spy Museum/Музей шпионажа. 2008, ISBN 978-0-557-02092-8 (russisch).
- ЕВРОроманы. 2008, ISBN 978-0-557-04172-5 (russisch).
- Воскрешая председателей. 2009, ISBN 978-0-557-05577-7 (russisch).
- Sergei Jurjenen, Michail Epstein: Энциклопедия Юности. 2009, ISBN 978-0-557-16239-0 (russisch).
- Текст ведущего, или Содеянное на свободе — Нон-фикшн I. 2010, ISBN 978-0-557-73230-2 (russisch).
- Воскреснуть в Америке — Нон-фикшн II. 2010, ISBN 978-0-557-72286-0 (russisch).
- Le Violeur De Frontières. Neuausgabe des Romans «Нарушитель границы». 2010, ISBN 978-0-557-72811-4 (französisch).
- Обращённая вперед: Оригиналы в переводе. Представляет Сергей Юрьенен. 2010, ISBN 978-0-557-75350-5 (russisch).
- Sergei Jurjenen, Aurora Gallego: Aurora. 2010, ISBN 978-0-557-97120-6.
- Dissidence mon amour («ДИССИДЕНТСТВО МОЯ ЛЮБОВЬ»). 2011, ISBN 978-1-257-43625-5.
- В ГРАФСТВЕ ОРАНСКОМ. 2011, ISBN 978-1-105-27334-6.
- САНКТ-ПЕТЕРБУРГ, СССР. АНТОЛОГИЯ НА ТЕМУ. 2012, ISBN 978-1-300-06678-1.
- ФЁН Фактоид. 2015, ISBN 978-1-312-79723-9.
- ЛИПСИ Исторический роман. 2016, ISBN 978-1-329-63605-7.

## Übersetzungen
Jurjenens erste Übersetzungen aus dem Englischen – Erzählungen und freie Verse von Norman Mailer aus den Sammlungen Advertisements for Myself und Cannibals and Christians – lagen in den Händen der Moskauer Staatsuniversität auf den Lenin-Hügeln. Die ersten Übersetzungen aus dem Französischen (zusammen mit Aurora Gallego) – Érostrate von Jean-Paul Sartre, Spectre du Gris von der französisch-englischen Feministin Nicole Ward Jouve – wurden von den Zeitschriften der Metropole und der Emigration aus Zensurgründen abgelehnt. Erstmals ins Russische übersetzte Jurjenen (zusammen mit Aurora Gallego) das Pamphlet Mea culpa und andere Werke von Louis-Ferdinand Céline, den Roman Mes amis von Emmanuel Bove sowie Erzählungen und Gedichte von Charles Bukowski. Zu den veröffentlichten Übersetzungen gehören Texte von Schriftstellern aus den Vereinigten Staaten (Raymond Carver, Barry Hannah, Tobias Wolff, Tim O’Brien, Andrew Vox, Joy Williams, Peter Virek, Stephen Dobyns, Elmore Leonard, Karl Wagner, Michael Jossel), Kanada (Timothy Findley), Frankreich (Paul Morand, Pierre Erbart, Louis Aragon, Georges Belmont, Jean Cassou), Spanien (José Luis de Vilallonga, Jorge Semprún), Litauen (Saulius Tomas Kondrotas).

## Radio Liberty
Einer der Vertreter der Subkultur in St. Petersburg bewertete die Rolle von Jurjenen bei Radio Free Europe/Radio Liberty wie folgt: „Ich denke, es ist kein Zufall, dass Sergej Jurjenen – nicht nur Schriftsteller, sondern auch Moderator des Kulturprogramms von Radio Liberty «Über die Schranken» – der «Ernährer» und «Arbeitgeber» vieler russischer Schriftsteller ist, die im Ausland arm sind, d.h. ein gewissenhafter «Sämann auf dem Gebiet der einheimischen Literatur»… Und er wird wahrscheinlich in dieser Doppelfunktion in die Geschichte der russischen Literatur eingehen: «Schriftsteller-Moderator»“. Mehr als ein Vierteljahrhundert lang (1978–2005) beschäftigte sich Jurjenen, der vom Präsidenten der Vereinigten Staaten mit einem Dankesschreiben bedacht wurde, bei Radio Liberty mit kulturellen Themen mit Schwerpunkt Literatur. Kommentator und Kolumnist in Paris (1978–1984), Analyst (1984–1986), leitender Kulturredakteur in München (1986–1995), stellvertretender Kulturdirektor in Prag (1995–2004). Zu Jurjenens „Highlights“ gehören die Beobachtung der politischen Ereignisse vor der Perestroika „durch die Literatur“ in den Jahren 1978–1987; die Reform der Kulturprogramme Mitte der 1980er Jahre; die Initiierung des Jazzprogramms mit Dmitri Petrowitsch Sawizki; „Exlibris“, das Joseph Brodsky gewidmet ist und unmittelbar nach der Bekanntgabe des Literaturnobelpreisträgers 1987 in Stockholm ausgestrahlt wurde; ein „Radiofilm“ nach der Erzählung „Невозвращенец“ von Alexander Abramowitsch Kabakow; das Verlagsprojekt „Am Mikrofon von Radio Liberty…“ und die Veröffentlichung seines ersten (und letzten) „Audio“-Buches, das Alexander Arkadjewitsch Galitsch gewidmet ist; ein Kurs über „neue Literatur“ (Tatjana Georgijewna Schtscherbina, Michail Naumowitsch Epstein, Michail Jurjewitsch Berg, Wladimir Georgijewitsch Sorokin, Dmitri Alexandrowitsch Prigow, Wiktor Olegowitsch Pelewin, Igor Gennadjewitsch Jarkewitsch, Alexander Michailowitsch Terechow, Dmitri Dobrodejew, Marusja Klimowa und andere); ein Sendejahrzehnt des „neuen“ Moskauer Journalisten Igor Martynow; eine öffentlichkeitswirksame Radiokampagne in Russland für eine „ultrakurze Geschichte“ („short-short“); eine langjährige Serie über das unbekannte Russland in der amerikanischen und anderen Literaturen der Welt; Förderung des schriftstellerischen Werdegangs von Rubén Gallego. Zu den Sendungen von Jurjenen gehören «Писатель на 'Свободе'», «Кинодвадцатки», Welt und Russisch, «Кинозал 'Свободы'», «Говорит и представляет Радио Свобода», «Концертный зал Радио Свобода», «Впервые по-русски», «Песни без границ». Die älteste Radio Liberty-Sendung «Поверх барьеров» ist noch heute zu hören, nachdem sie ihren Schöpfer auf Sendung überlebt hat: Jurjenen gründete diese Sendung als „kulturpolitisches Magazin“ zusammen mit der Literaturerweiterung „Exlibris“ im Jahr 1986 – während der „goldenen“ Periode dieses Radios in München – mit der subversiven Absicht, liberale Initiativen des Kremls aufzugreifen.

## Herausgeber bei Franc-Tireur USA
In den USA gründete Jurjenen zusammen mit Marina Kami den Verlag Franc-Tireur USA auf der Samisdat-Plattform des Unternehmens Lulu.com. Nach dem bewährten Prinzip „über die Barriere“ hat Franc-Tireur USA in fünf Jahren (2008–2013) hunderte von Büchern exilrussischer, großstädtischer und fremdsprachiger Autoren veröffentlicht. Die Bücher des Verlags wurden in russischsprachigen Zeitschriften auf der ganzen Welt rezensiert und wurden mit Literaturpreisen ausgezeichnet. Internationaler Vorstand des Verlags: Dmitri Wladimirowitsch Bawilski (Russland), Nikolai Bokov (Frankreich), Alexander Abramowitsch Kabakow (Russische Föderation), Marina Kami (USA), Mario Corti (Italien), Hélène Menegaldo (Frankreich), Andrei Nasarow (Dänemark), Michail Epstein (USA).

## Buchpreis «Вольный стрелок: Серебряная пуля» („Freischütze: Silberkugel“)
Der Preis wurde an die besten „Franc-Tireur USA“-Bücher verliehen. Es gab kein Geld. Der Gewinner erhält ein Erinnerungsdiplom und eine Silberkugel als Symbol des „Freischützen“.
Die Preisträger 2009 waren Wladimir Sagreba (Paris), Alexander Alexandrowitsch Kusmenkow (Bratsk) – in der Kategorie „Große Prosaform“, Anatoli Kurtschatkin (Moskau) und Lew Borissowitsch Ussyskin  (St. Petersburg) – in der Kategorie „Kleine Prosaform“; Margarita Maratowna Meklina (San Francisco), Arkadi Dragomoschtschenko (St. Petersburg) und Igor Martynow (Moskau) – in der Kategorie „Sachliteratur“. Der Leserpreis «Вольный стрелок» („Freischütze“) ging an Alexander Wolynski (Minsk).
Die Preisträger 2010 waren die Schriftsteller Jelena Nikolajewna Georgijewskaja (Königsberg/Kaliningrad), Michail Berg (USA), Oleg Wiktorowitsch Rasumowski (Smolensk), Wladimir Batschew (Frankfurt am Main), Gennadi Abramow (Moskau) und Inna Iochwidowitsch (Stuttgart). Alle wurden „nach der Gesamtheit der vom Verlag veröffentlichten Texte“ ausgezeichnet. Der Journalist Waleri Sandler (USA) erhielt den Preis für sein populäres Buch „Чем дальше, тем роднее“, eine Sammlung von Interviews mit Persönlichkeiten aus der russischen Diaspora.
2011: der Schriftsteller und Journalist Igor Malzew (Moskau).
2012: die Schriftsteller Dmitri Dobrodejew (Prag) und Sergei Solouch (Kemerowo).
2013: Aljona Brawo (Borissow)
2014: Andrei Bytschkow (Moskau), Waleri Djomin (Wladiwostok), Wladimir Lidski  (Bischkek) und Roman Schmarakow (Tula).
2015: Belka Braun (Calgary. Kanada) und Swetlana Chramowa (Frankfurt am Main).
2016: Anatoli Golowkow (Moskau; Israel)
2017: Igor Schestkow (Berlin) und Wiktor Rodionow (Luisville, Kentucky, Vereinigte Staaten)
Jurjenen erklärte: „Die Silberkugel ist das einzige Mittel gegen Werwölfe, Vampire und andere böse Dinge. Neben seiner Schutzfunktion ist Silber ein Metall, das mit der menschlichen Seele in Verbindung gebracht wird“.